# Edward Anseele
Eduardus Camillus Anseele, detto Edward (Gand, 26 luglio 1856 – Gand, 18 febbraio 1938), è stato un politico e giornalista belga.

## Biografia

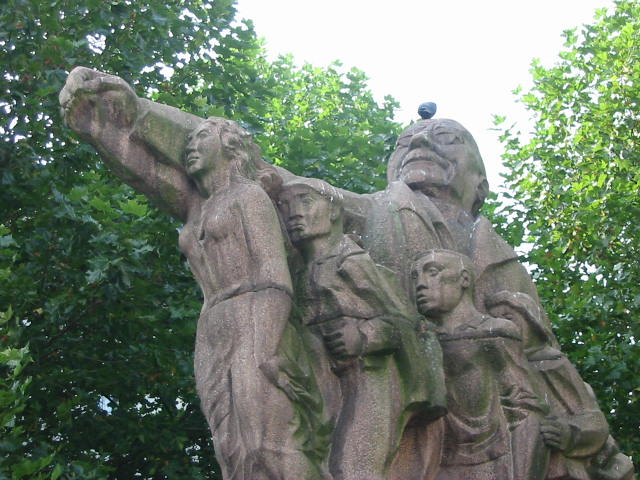
Statua di Edward Anseele sulla Frankrijkplein a Gand

Figlio di un calzolaio si è unito presto alla sinistra politica. Il Congresso socialista di Gand nel 1877 segnò l'inizio del suo coinvolgimento nel movimento operaio. Anseele divenne giornalista per il settimanale De Volkswil, che fu poi trasformato nel quotidiano Vooruit. Nel 1880 organizzò la costituzione della cooperativa Vooruit, che divenne il punto di partenza di un piccolo impero industriale e commerciale “anticapitalista” riconosciuto in qualche modo a livello internazionale. Tuttavia, questo carisma è andato perdendosi durante la Grande depressione degli anni '30. Tuttavia, l'edificio Vooruit ricorda ancora i grandi tempi della cooperativa dal 1900 al 1910.
Durante la prima guerra mondiale, Anseele fu dipinto dalla stampa tedesca come un fiammingo pragmatico e filotedesco. Mentre Emile Vandervelde, in qualità di presidente della Seconda Internazionale, condannava l'occupazione tedesca del Belgio nella prima guerra mondiale, Anseele cercò di stabilire contatti di mediazione con l'SPD tedesco. La sua rappresentazione nella propaganda di guerra tedesca suggeriva, tuttavia, che la popolazione fiammingo-belga fosse amica dei tedeschi, il che non corrispondeva ai fatti.
La carriera personale di Anseele fu lunga e fortunata, inizialmente a livello comunale, nel periodo tra le due guerre come Ministro dei Lavori Pubblici (1918-21) e come Ministro delle Ferrovie e delle Poste (1925-27). Anseele aveva rifiutato la carica proposta di "presidente del Belgio" offerta dalle forze d'occupazione tedesche nella prima guerra mondiale. Nel 1930 ricevette il titolo onorifico Minister van Staat / Ministre d'Etat (Ministro di Stato). In Belgio questo è un titolo onorifico che, in casi particolari, viene conferito dal re a vita.
Il politico socialista belga Edward Anseele Jr. era figlio di Edward Anseele.

## Pubblicazioni
- De algemeene werkstaking (1888)
- De ware vijand van werkman en kleinen burger (1890)
- De samenwerking en het socialisme (1902)
- Vooruit en de Vlaamsche Beweging (1913)

Ha anche scritto opere di fantascienza. Il suo romanzo Voor 'tvolk geofferd (1881) è stato pubblicato in quattro edizioni ed è stato tradotto in francese, tedesco, inglese, spagnolo, italiano e finlandese. L'eredità letteraria di Anseele è stata limitata a tre romanzi durante la sua intensa carriera:
- De Pest (1874)
- Voor 't volk geofferd (1881)
- De omwenteling van 1830, historische roman (1885)

Ha anche collaborato alla traduzione del romanzo di Émile Zola Germinal del 1885.